# Podospora appendiculata
Podospora appendiculata är en svampart som först beskrevs av Auersw. ex Niessl, och fick sitt nu gällande namn av Niessl 1883. Podospora appendiculata ingår i släktet Podospora och familjen Lasiosphaeriaceae.  Arten är reproducerande i Sverige. Inga underarter finns listade i Catalogue of Life.